# 박성민 (축구 선수)
박성민(朴聖玟, 1998년 12월 2일~)은 대한민국의 축구 선수이며, 포지션은 공격수이다.